# Programa informativo

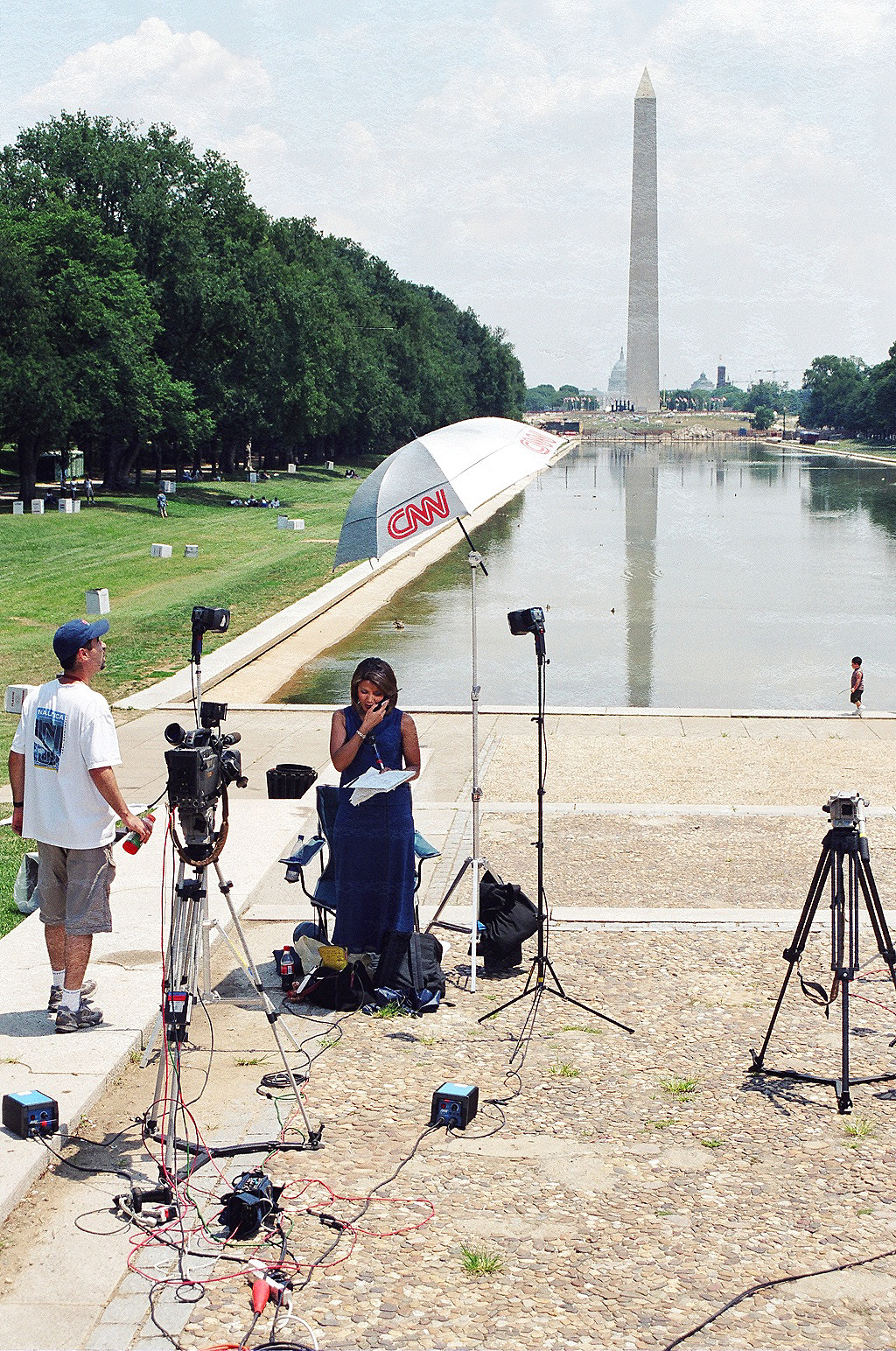
Reporteros de la cadena CNN en Washington D. C..

Un programa informativo es un programa de televisión o radio en el que se cuentan noticias de interés público. Los programas informativos son construcciones razonadas unido a sucesos de la realidad: "la televisión construye una realidad informativa a partir de los hechos ocurridos en la sociedad. No inventa la realidad como en la ficción, sino que la interpreta con sus condicionantes, intereses y objetivos" (Cebrián Herreros, 2004: 1 5). En la televisión se pueden contar las cosas de diversas maneras, que se clasifican en distintos géneros y formatos, y todo ello, suele mezclarse en los programas informativos. Un ejemplo de género es el informativo, y un ejemplo de formato es lo que se conoce como Telediario o Informe Semanal.
La clasificación y distinción de los géneros y formatos se utiliza para poder hacer una valoración de la información y saber percibir cuando se descuida la calidad, y se aleja de la idea de informar para convertirse en entretenimiento o buscar lo sensacional con el propósito de obtener una mayor audiencia.
Los programas informativos en radio según el mensaje, los autores Muñoz y Gil (1994: 48) lo contempla como “el conjunto de contenido que con un tiempo  título determinados son difundidos por radio, integrándose en la programación, generalmente con un estilo propio”. Y según sus características, Merayo (2000: 235-239) considera que los principales factores de los programas informativos son: temporalidad, límites temporales previstos, periodicidad y título, difusión radiofónica, mensaje con significación, ideación y unidad de criterio y adecuación a canal. Por lo tanto, según estos autores los programas informativos radiofónicos son “el tiempo radiofónico dedicado al desarrollo de los contenidos informativos que se difunden a través de la radio bajo un mismo título y unidad de criterio, en un tiempo previsto y limitado, con una periodicidad fija, un estilo propio y cuya forma se adecua a las exigencias específicas del canal; lo que provoca que el programa informativo resulte fácilmente reconocible por los oyentes”.

## Origen de los telediarios, noticiarios
Con el origen del cine, la iniciativa para filmar notas de tipo informativo estuvo latente, de tal modo que la primera película fue la salida de los operarios de una fábrica, mostrándose así las capacidades informativas del cine como tal.
De tal modo, una vez establecido técnicamente, el cine fue transmisor de noticias. Así, las primeras compañías fílmicas establecieron sendos equipos para la confección de noticiarios fílmicos, que tienen como característica la periodicidad y la multiplicidad -en algunos casos- por hacer «localista» dicha información, ofreciendo contenidos de interés para zonas específicas y sobre todo en el idioma de dichas poblaciones.
La radio también incluyó desde sus orígenes programas informativos.
Con la llegada de la televisión y el final de la II Guerra Mundial, los noticiarios de cine dejan de tener relevancia. La televisión prometía inmediatez en varios sentidos: la noticia en un momento más cercano y la localización en casa. 
El primer evento televisivo noticioso fue en el mes de agosto de 1928. La estación WGY transmitió simultáneamente en radio y TV (WGY, 2XAF and 2XAD) al señor Al Smith, candidato a la presidencia por el partido Demócrata, aceptando la nominación. Fue la primera señal en vivo y el primer evento de noticias.

#### España

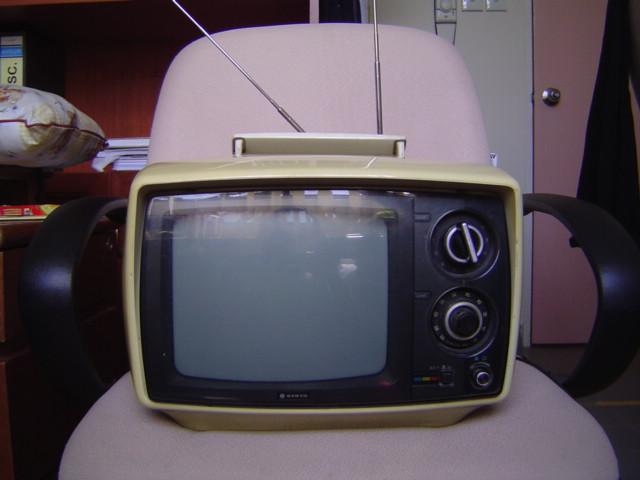
Televisor

La televisión española nació en España como un servicio de Radio Nacional, integrado en la Dirección General de Radiodifusión. Los primeros telediarios que se emitieron en España, en el verano de 1952, fueron una copia resumida del Diario Hablado de Radio Nacional de España (el «Parte») de las dos del mediodía. El primer presentador de informativos de TVE escuchaba las noticias de la radio antes de colocarse frente a las cámaras y repetía lo que acababa de escuchar. El 28 de octubre de 1956, Televisión Española comenzó sus emisiones regulares desde sus pequeños estudios de Madrid.
La televisión informativa empieza a desarrollarse en España bajo el modelo impuesto por el 
NO-DO: el noticiario documental, de fuerte contenido ideológico/político, que se exhibía obligatoriamente en todas las salas cinematográficas antes de la proyección del largometraje. La actualidad se registraba en la calle mediante cámaras de cine. Estos informativos se componían de una serie de noticias sin imágenes, otras ya cubiertas pero referidas a una actualidad de dos días atrás como mínimo y, para terminar, una serie de reportajes atemporales.
El 15 de septiembre de 1957, se emitió por primera vez el «Telediario» de Televisión Española desde los estudios del Paseo de La Habana de Madrid. El telediario empieza a modernizarse y presenta otra imagen, aunque mantiene el formato en blanco y negro y el soporte de cine. La censura sigue manteniéndose porque las autoridades políticas del momento descubren rápidamente la capacidad de incidencia social del medio. 
Al principio, los periodistas del Telediario hacían el trabajo desde la mesa de a redacción, pero a finales de los años 70, aparecen los primeros aparatos de vídeo portátiles y los telediarios adoptan el modelo europeo: media hora de duración y una estructura caracterizada por la división de las noticias en secciones. A partir de ahí, los periodistas podrían salir a la calle a filmar sus propias historias.  
En los años 1980, se estrenó el mezclador, un aparato que hacía posible que se mostraran varias señales de vídeo en una misma imagen. Este aparato se estrenó en el Telediario de TVE. Con esto se mostraron los primeros efectos de la pequeña pantalla que se utilizaban como parte de la cabecera del programa. 
En los años 1990 con la desrregulación de las cadenas estatales, los telediarios amplían su duración a una hora. Gracias a esta ampliación los telediarios pueden incluir spots publicitarios, ya que la Directiva comunitaria prohíbe la emisión de publicidad en espacios de esta naturaleza cuya duración sea inferior a media hora. La sección del tiempo siempre despertó un gran interés entre los espectadores, y durante los años 1990, el apartado dedicado al Tiempo que incluía el Telediario, pasó a ser un espacio específico.  

#### Chile
Los primeros programas informativos de la televisión chilena fueron del Canal 9 de la Universidad de Chile: Primer plano (1961) con Patricio Bañados y Chile TV (1962) con Patricio Bañados y Diana Sanz. En 1964 Canal 13 es pionero en crear un departamento de prensa y en agosto de ese año debuta El Repórter Esso, conducido por Pepe Abad, el cual iba de lunes a viernes (originalmente a las 21:00, luego a las 22:00) con una duración de 15 minutos y era una licencia extranjera, por lo que tenían acceso a imágenes de la CBS de Estados Unidos de la agencia United Press (UPI). 
Posteriormente aparece, en 1965, La historia secreta de las grandes noticias, el primer programa de reportajes emitido por Canal 13. Para 1968 los noticiarios eran Pantalla noticiosa de Canal 9 y El Repórter Esso, siendo el primero reemplazado por El continental, y el informativo de Canal 13 es reemplazado ese mismo año por Martini al instante con César Antonio Santis. Martini al instante pasa en 1970 al naciente TVN, por lo que es reemplazado en Canal 13 por Teletrece con Pepe Abad, y además nacen ediciones en otros horarios como Telenoche y Telecierre. Martini al instante es reemplazado por Telediario y luego 60 Minutos. En 1975 Santis regresa a conducir Teletrece, que en la época iba en el horario de las 21:15. Canal 9 también cambia su informativo, pasando a llamarse Nuevediario. Existieron En línea de Telecanal, UCV Televisión noticias de UCV Televisión, Esto es noticia de TV+, Noticias en La Red, Ahora noticias de Mega y Meganoticias Plus de Mega Plus.

## Tipos de formatos
La información en televisión se muestra mediante programas, cada uno de ellos cuenta con estructuras distintas, que es lo que se conoce como formatos. Los formatos, en ocasiones, se corresponden con los géneros tradicionales del periodismo escrito, tales como la noticia, el reportaje o la entrevista. Los formatos más usados son:
- Telediario o informativo diario (en España), denominado habitualmente  noticiario, noticiero, noticias o noti (en Hispanoamérica). Según el Diccionario de la Real Academia Española, se trata de la «información de los acontecimientos más sobresalientes del día, transmitida por televisión». Los noticiarios suelen ser de periodicidad diaria y se emiten en varias ediciones, algunas de las cuales son coincidentes con los momentos de mayor audiencia (en la sobremesa o mediodía y en el horario estelar). Abordan la actualidad preferentemente a través de noticias. Serían equivalentes a los diarios de la prensa escrita. Las cadenas abiertas suelen emitir informativos de interés general. Los noticiarios muestran un reflejo de lo que sucede en el mundo, y se transforma en noticia, en narración. En los telediarios se muestra un discurso audiovisual sobre ella. En la elaboración del noticiario hay que tener presente la multitud de elementos subjetivos que entran en la percepción humana, la selección de elementos, enfoques, datos, puntos de vista, además, de las condiciones ideológicas de cada medio.

- Flash informativo: también denominado noticia de última hora. Es una noticia breve que interrumpe el programa que se está emitiendo. Se utiliza para dar de forma inmediata los primeros datos de alguna noticia de última hora y con gran relevancia o repercusión social. En ocasiones, se utiliza para atraer la atención del espectador y resaltar la importancia de esa información, se suele anunciar a través de una careta específica con imágenes y sonidos musicales. Pero también se utilizan los flashes para pausas publicitarias, que reciben el nombre de Avances Informativos, los cuales adelantan el contenido del telediario. Si la noticia es de gran importancia, el flash puede dar lugar a un programa informativo especial.
- Edición especial: se trata de programas que emiten un día diferente del habitual o que cuentan con una mayor duración porque giran en torno a un acontecimiento importante o significativo, como por ejemplo, cuando son épocas de elecciones políticas, cuando se produce una catástrofe de gran relevancia o cuando tiene lugar un acontecimiento deportivo de gran trascendencia. Suelen incluir entrevistas, reportajes, debates, ruedas de prensa. Para ello, se despliegan grandes medios técnicos y humanos, obteniendo la mayor audiencia del año.

- Programas de entrevistas: la entrevista es un género muy amplio, no solo se trata de preguntar a un personaje, si no, que es una manera de informar acerca de una persona. A través de la entrevista se pueden descubrir aspectos nuevos de un sector determinado, y también se puede profundizar en el conocimiento de esa persona: datos sobre su vida personal o profesional, alguna inquietud sobre el entrevistado. La televisión es el medio ideal para la entrevista informativa. Las entrevistas pueden clasificarse de tres maneras: entrevistas informativas, de opinión y de personalidad.

- Programas de reportaje: para este tipo de programas es necesario un gran despliegue de medios de producción humanos y técnicos. El reportaje es un género que engloba todos los géneros y suele ser escrito por un reportero. Son historias de cierta actualidad, con citas de los personajes, pequeñas entrevistas, datos, y que plantean un tema concreto sacando ciertas conclusiones. Por lo tanto, tiene un poco de noticia, de entrevista, de opinión. Los temas de los reportajes se abordan en profundidad y detalladamente. La frecuencia con la que se emiten este tipo de programas suele ser semanal, aunque hay formatos que emiten de forma diaria. Es un espacio grabado con antelación y cuenta con personajes y espacio reales.
- Grandes documentales: cada documental trata sobre un tema concreto, pero hay muchas posibilidades temáticas sobre las que hablar: naturaleza, ciencia, geografía, historia, arte, deporte, etc. Son reportajes de menos actualidad pero con mayor profundidad, que se refiere a temas más especializados o de mayor estudio, y cuentan con la participación de más expertos. Hay cadenas de televisión importantes que producen documentales sobre algún tema de interés. Desde hace años se han producido documentales que han sido utilizados en el cine, como son los documentales que se hacen sobre la vida de personas conocidas, como por ejemplo, un documental sobre la carrera de Alejandro Sanz.
- Programas de opinión y/ o debate: estos programas suelen ocupar las franjas horarias con mayor audiencia, y son dirigido por periodistas con gran prestigio profesional. En los últimos años han surgido numerosos programas de debates, sobre todo políticos y deportivos. Este género, por lo general, tiene una mayor facilidad de ejecución y tan solo hace falta coordinar a los invitados. La moderación de este programa por parte del periodista debe ser ágil y neutra, sin entrar en el debate, sino dando la palabra y alternando temas para no aburrir a la audiencia. La periodicidad es muy variada, puede ser una vez por semana o todos los días.

- Infotainment. Con este término anglosajón (mezcla de information, información, y entertainment, entretenimiento), se designa a aquellos programas que, partiendo de una estructura de noticiario, abordan temas que no suelen tener cabida en los mismos (consumo, moda, belleza, crónica rosa o farándula, sucesos, etc.). Cabe citar los llamados tabloides de la televisión estadounidense, asimilables, a grandes rasgos, a los tabloides sensacionalistas de la prensa escrita.

## Selección de noticias

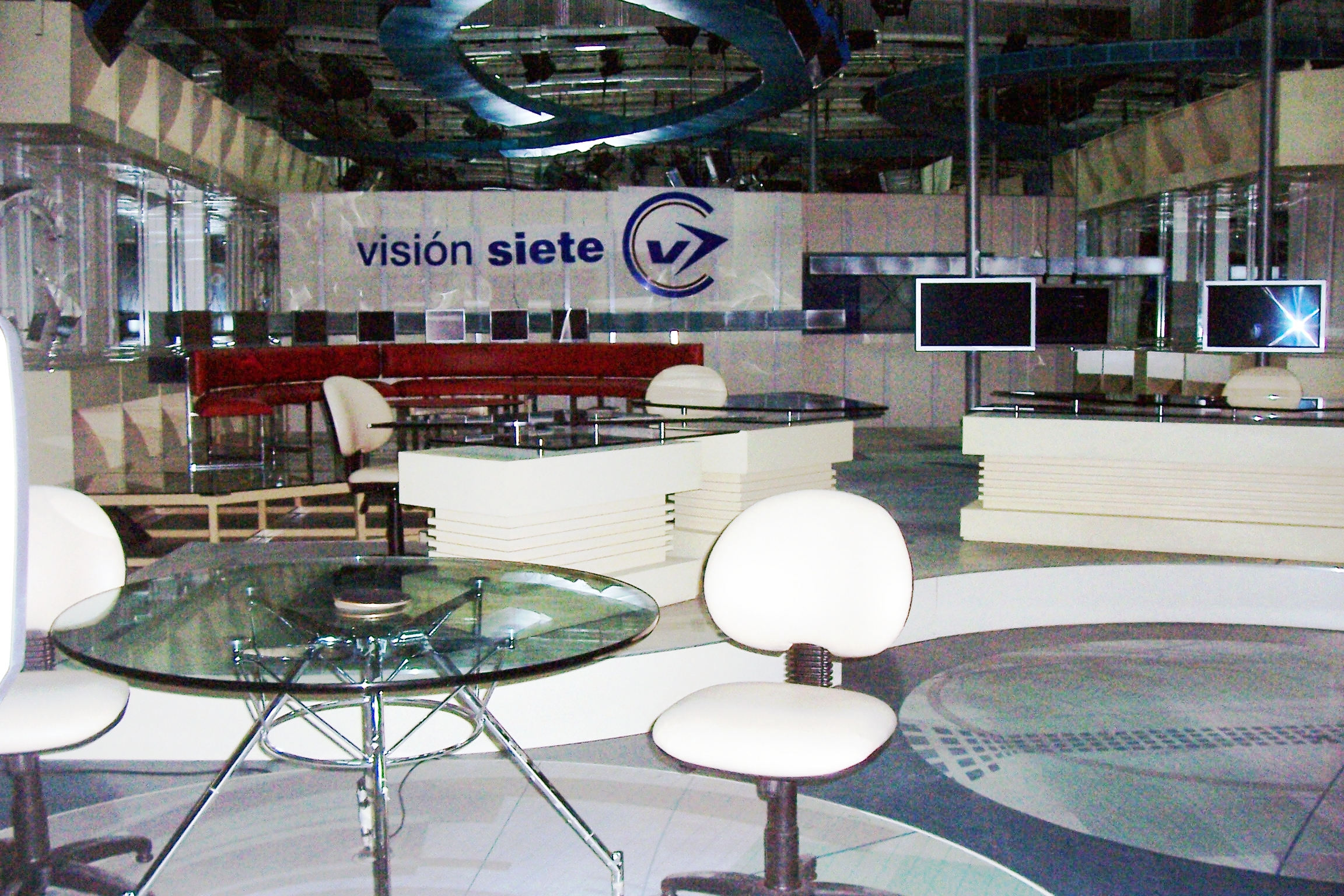
El estudio de Visión 7, el informativo del canal público argentino

En primer lugar, la noticia es un hecho relevante que interesa comunicar y que interesa recibir. Las noticias se seleccionan basándose en criterios de inmediatez (en el tiempo y en el espacio). En el periodismo estadounidense se llama este procedimiento la Ley de McLurg, que se basa en la premisa: «la importancia de un suceso disminuye con la distancia del lugar en el que se produjo». 
Los responsables de cada área elaboran un minutado previo de su sección, aunque finalmente es el editor del telediario quien acepta las propuestas y encaja el orden y los tiempos para cada información.
Los criterios de inclusión en el informativo son ligeramente distintos que los de su selección, mientras en cada área se valoran las informaciones de acuerdo con criterios estrictamente profesionales, el editor tiene en cuenta otros aspectos que hacen referencia al ritmo del programa, oportunidad política, competencias con otras cadenas, posible incidencia comercial, y en definitiva, todo aquello que afecta a la línea editorial del medio.
En el mundo se producen muchos acontecimientos y no todos tienen cabida en los medios de comunicación. Por ello, se han desarrollado unos criterios de noticiabilidad con lo que se determina cuando una información es una noticia.
Los criterios de noticiabilidad son:
- Actualidad: tiene que ser un hecho reciente y novedoso ya que forma parte del significado intrínseco de la palabra noticia, es decir, es un acontecimiento actual. Es un factor temporal.
- Imprevisibilidad, rareza: cuanto más extraño o raro resulte un acontecimiento, más posibilidades tendrá de convertirse en noticia. Por ejemplo, un desastre natural.
- Implicación: esto es la magnitud del acontecimiento, es decir, tanto la cantidad de objetos como de sujetos implicados en el hecho noticioso. Por ejemplo, manifestaciones a gran escala.
- Proximidad: la distancia a la que se encuentra el receptor potencial del acontecimiento, así como otro tipo de vínculo afectivo. Por ejemplo, la sequía para los habitantes del sureste de España). Es un criterio de cercanía con el público.
- Relevancia personal: son las personas que pueden ser capaces de producir noticias con sus actuaciones públicas.
- Conflicto: Un suceso que provoca discrepancias entre dos o más colectivos y cuyas consecuencias afecten a un elevado número de personas. Por ejemplo, una guerra.
- Negatividad: priman las noticias con carácter negativo ya que suscitan un mayor interés. Por ejemplo, un accidente de circulación con muertos.
- Suspense: que haya intriga en la información que se publica. ¿Qué ocurrirá?
- Consecuencias: las repercusiones y efectos futuros del hecho. Por ejemplo, el calentamiento global.
- Sexo: un factor que está muy presente en la prensa sensacionalista, un hecho que por el género suscite interés, polémica, morbo policial.
- Emoción: dramas humanos, sentimientos.
- Progreso: valores y recursos del ser humano. Por ejemplo, innovaciones científicas. El progreso tiene que ser tratado periodísticamente con referencias concretas.

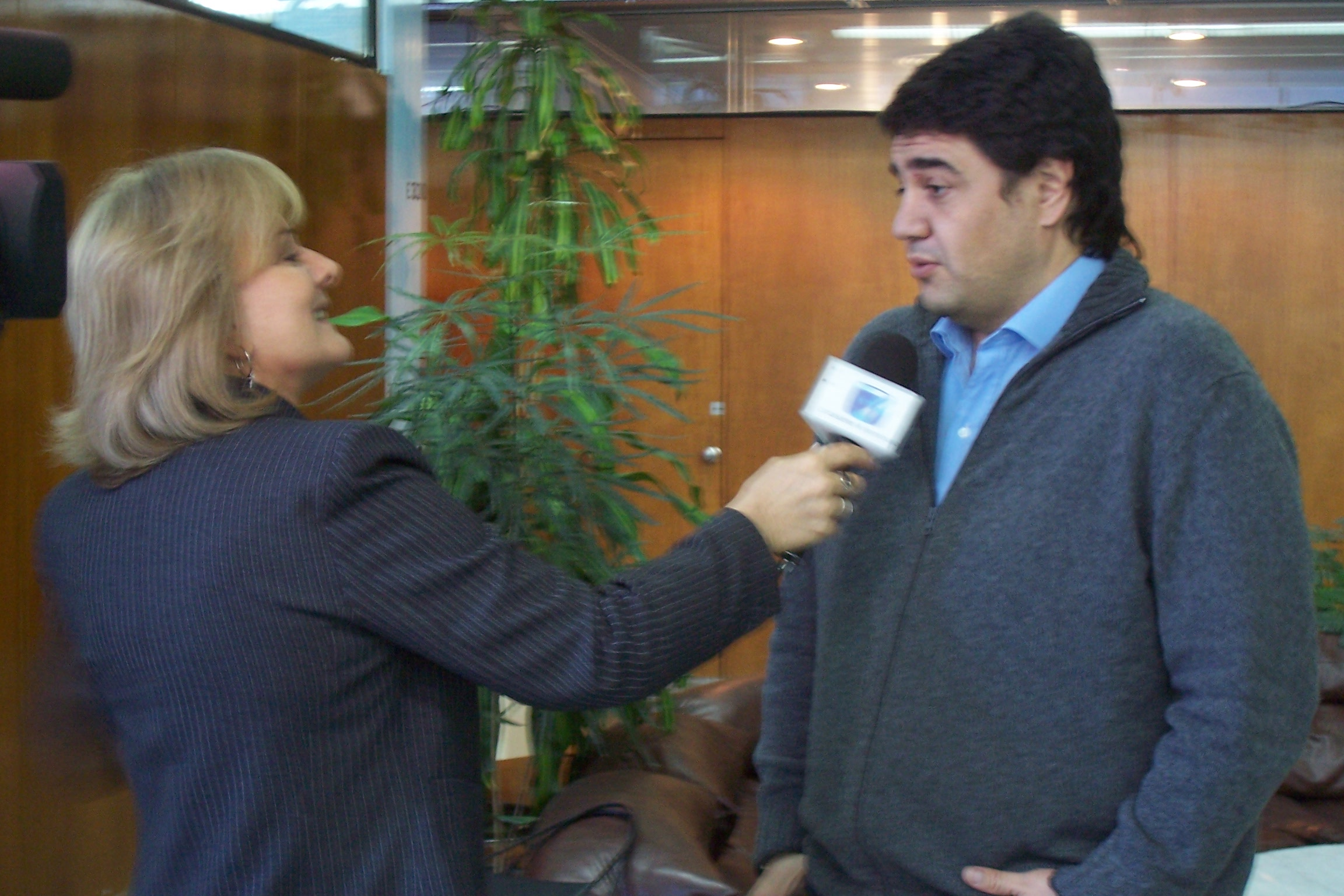
La periodista argentina Martha Perín realizando una entrevista para un informativo televisivo

Una vez, seleccionadas las noticias que se emitirán en el telediario -atendiendo a los criterios anteriores-, se inicia el proceso de elaboración de la noticia. En este sentido, tendremos que tener el cuenta el orden establecido por la pirámide invertida -la información más importante se coloca al principio de la pieza y lo menos importante al final-, así como contestar a las 5 W norteamericanas: What, Who, Where, When y Why (qué, quién, dónde, cuándo y por qué). Durante mucho tiempo se respondía únicamente a las 5 W pero, en los últimos años, ha ganado protagonismo el cómo, How. Al trabajar en un medio audiovisual, hay que tener en cuenta que la sintaxis debe ser sencilla pero correcta, utilizando la estructura sujeto + predicado y frases cortas, ya que, a diferencia de otros medios, la fugacidad de la televisión no permite releer el mensaje.
Una vez en el plató, el presentador lee el texto de la noticia con ayuda del teleapuntador -un espejo acrílico situado delante del objetivo de la cámara que deja pasar la luz-. El fondo de los informativos suele ser azul ya que es un color relajante, que permite adentrarse en el programa. La posición del periodista tiene que ser rigurosa, objetiva e imparcial. Según Andrew Boyd: “las cualidades ideales para un newscaster (presentador de noticiarios en televisión), se asientan sobre la base de la fuerza personal y autoridad, combinados con experiencia, personalidad y carisma: autoridad, credibilidad, claridad, calidez/cercanía, personalidad, profesionalismo, buena voz, buena presencia.”

## Estructura de un telediario, noticiario o noticiero
Un informativo de televisión cuenta con una estructura que se ha mantenido aproximadamente, a lo largo de la historia. Es un programa en el que participan una gran cantidad de personas, puesto que es necesaria una gran coordinación y se debe realizar a gran velocidad.   
Las noticias se emiten en bloques temáticos. De esta forma se asegura el equilibrio en el interés, ya que cada bloque comienza con la noticia más importante del día en ese ámbito. Además la agrupación de noticias del mismo núcleo temático evita que el espectador se despiste. No todas las noticias cuentan con la misma complejidad o dificultad a la hora de producirlas, algunas son muy simples y otras necesitan una mayor producción, mayor tiempo puesto que incluyen entrevistas, explicaciones, etc. 
El bloque noticioso de un telediario coincide con el concepto de «sección» acuñado en la prensa escrita. De hecho, el telediario toma como modelo la estructura de los periódicos. La portada o primera página equivale a los titulares o sumario del informativo. Cada bloque se identifica con características especiales en la pantalla. Estas características aparecen en forma de faldones, termómetros, sobreimpresión de infografías, y otros procedimientos. De esta forma aparecen las ráfagas de separación con un fondo sonoro neutro.
Para conseguir que salga adelante el telediario, es necesario seguir una serie de etapas, que son:
1. Reunión de la redacción: horas antes de la emisión del programa, se reúnen el director, el realizador, el coordinador y los redactores para decidir que noticias se van a incluir en el telediario, que enfoque se les va a dar, la duración de cada noticia  y el orden de ellas. Muchas veces el día de antes ya se saben algunas noticias de las que se hablará porque se traten de actos programados. El realizador es la persona encargada de realizar la escaleta con las noticias que se van a ofrecer a los espectadores.  En ocasiones, hay noticias que iban a ponerse en el informativo, pero que al final no entren, porque puede que aparezca una noticia de mayor importancia. Esto puede ocurrir una vez empezado el telediario.
2. Pre-producción de la noticia: consiste en la realización de esas noticias, búsqueda de datos, contrastar las informaciones que se tienen, ver que medios se van a necesitar para obtener imágenes. En esta etapa se asigna la duración exacta de la noticia.
3. Producción: Esta parte se trata de grabar las entrevistas necesarias para el informativo, en cada lugar se elige que imágenes se quieren grabar, se toma nota de las declaraciones y señala la parte que le parece interesante para utilizarla como “total”. Una vez que ha obtenido toda la información y las imágenes necesarias, se va hacia el siguiente entrevistado o lugar.
4. Postproducción: esta etapa consiste en ordenar todo el material y seleccionar el que se va a utilizar para poder comenzar a editar, ordenar las imágenes grabadas, incorporar las pistas de audio para cada vídeo, los efectos visuales como pueden ser los fundidos de entrada y salida de una escena, equilibrio de color, filtros y rótulos, la corrección de color y agregar los títulos de inicio y los créditos finales.
5. Preparación para la realización: el ayudante de realización recibe el guion con todas las piezas, y hace un parte donde escribe la duración, las últimas palabras de cada noticia para saber cuando finaliza cada una, los rótulos y el lugar donde se deben colocar, etc.
6. Realización: consiste en la estructura del telediario.

La estructura de los telediarios, en general, es la siguiente:
| 1.Cabecera, generalmente infográfica | Es la portada del programa, es la apertura del telediario que corresponde a imágenes y breve introducción de la noticia más importante de ese día, o en algunas ocasiones, dos noticias. |
| 2.Saludo de los conductores          | El presentador o presentadores aparecen en el plató de televisión, y saludan a los espectadores de forma breve y directa, para continuar con el sumario. |
| 3.Sumario o titulares                | Es un índice de las principales noticias de ese día. Se utiliza para llamar la atención y provocar el interés en el espectador. |
| 4.Bloque de noticias                 | Esta es la parte central del telediario, donde se desarrollan los diferentes bloques temáticos, que puede estar dividido en economía, política, sociedad, etc. No hay un orden jerárquico para cada bloque o noticias, puesto que depende de la información de cada día, y se van alternando unas noticias con otras.                                          |
| 5.Deportes                           | Es un espacio dedicado únicamente a las noticias relacionadas con el deporte. La sección de deportes cuenta con un presentador propio, distinto al del noticiario. |
| 6.Despedida                          | El presentador o presentadores son los encargados de realizar el cierre del telediario o noticiario, que suele cerrarse con una noticia novedosa, agradable. La idea general es como un puzzle, comienza con el saludo, se desarrolla el programa y se termina con la despedida. Es un engranaje, un discurso unitario, cerrado y estructurado narrativamente. |

El tiempo puede ser una sección que está incluida dentro del telediario o noticiario.
Los conductores, cámaras, regidores del programa están conectados con control, de tal forma, que en ocasiones reciben noticias de última hora, la orden de que van a dar paso a un corresponsal, o nuevos datos, lo que provoca que el orden del bloque de noticias pueda variar. En control también se encuentra el realizador, quien decide que cámara se pincha en ese momento (si la cámara 1 porque va a hablar un presentador y se le quiere hacer primer plano, o la 2 para enfocar la mesa del plató), y va introduciendo los vídeos en  el momento exacto.

## Críticas
Ante el problema del amarillismo informativo y la proliferación de las noticias falseadas, muchos de ellos han perdido su rigor. En respuesta, las empresas de medios han sido obligadas a adoptar medidas legales para evitar degradar la calidad de su información. Por ejemplo, muchas compañías poseen consejos o departamentos en los que los representantes vigilan los regalos recibidos por diversas empresas, organismos políticos, gobiernos y ONGs destinados a dar impresiones favorables a los encargados de ofrecer la información. Después éstos son devueltos hacia sus remitentes acompañados por notas de agradecimiento. En ciertas ocasiones, como los días feriados, estos evaluadores tienen más trabajo de lo normal al recibir una gran cantidad de dádivas que deben ser rechazadas como boletos, productos costosos, artículos electrónicos entre otros. Con este mecanismo presente o no, actualmente en muchas empresas de medios cualquier presente otorgado por alguien ajeno a la misma compañía genera sospechas. En muchos países existen leyes que regulan la divulgación de información y mecanismos de denuncia ciudadana. También, la mayoría de los noticieros suelen publicar noticias que muestran opiniones a favor o en contra de determinados grupos económicos, gubernamentales o sociales dependiendo de la posición ideológica de la empresa de comunicaciones, dando origen a la tendencia a incorporar diferentes puntos de vista en algunos casos. Y es que después de todo, las malas prácticas deben ser combatidas mediante la ética periodística, pues es la audiencia la que termina pagando cuando la información está arreglada.